# Monts-sur-Orne
Monts-sur-Orne é uma comuna francesa na região administrativa da Normandia, no departamento de Orne. Estende-se por uma área de 30.90 km². Em 2010 a comuna tinha 904 habitantes (densidade: 29,3 hab./km²).
Foi criada em 1 de janeiro de 2018, a partir da fusão das antigas comunas de Goulet (sede da comuna), Montgaroult e Sentilly.